# Demians
Demians ist eine französische Alternative-Rock-Band, die 2007 von Nicolas Chapel gegründet wurde.

## Geschichte
Der Bandname wurde inspiriert von Hermann Hesses Erzählung Demian. Chapels musikalische Einflüsse sind vielfältig und reichen von Radiohead über Tori Amos bis zu Ambient. Alle Instrumente sowie Gesang auf den ersten beiden Studioalben stammen von Chapel, live tritt er mit einer vollständigen Band auf. Alle Veröffentlichungen wurden eigenständig produziert und in Chapels heimischem Studio eingespielt, dessen Standort von einem Album zum nächsten wechselte.

### Building an Empire
Das erste Studioalbum Building an Empire wurde am 19. Mai 2008 über InsideOut Music veröffentlicht und von Kritikern positiv aufgenommen. Der Erfolg von Building an Empire regte Chapel dazu an, mit Schlagzeuger Gaël Hallier und Bassist Antoine Pohu eine Live-Band zusammenzustellen, die in der Folge als Vorband für verschiedene bekannte Rock- und Metalbands (u. a. Oceansize, Anathema, Marillion, Steven Wilson & Aviv Geffen, Jonathan Davis) auftrat. Auf ihrer Europa-Tournee spielten Demians mehr als 40 Konzerte in mehr als zwölf Ländern.

### Mute
Das Nachfolgealbum Mute erschien am 28. Juni 2010 (Europa) bzw. 10. August 2010 (USA) über InsideOut (EMI). Chapel war erneut allein verantwortlich für alle Instrumente und den Gesang auf dem Album. Er wurde unterstützt von zwei Gastmusikern: Gaël Hallier (Schlagzeug) in Swing of the Airwaves und Hesitation Waltz, Lepolair (Electronics) in Porcelain. Trotz der beträchtlichen Veränderungen im Vergleich zum Vorgänger erhielt Mute weltweit überragende Rezensionen und erweiterte das Publikum der Band. 
Nach der Veröffentlichung von Mute trat Fred Mariolle Demians offiziell als Gitarrist bei.

## Diskografie
- 2008: Building an Empire (InsideOut Music)
- 2010: Mute (InsideOut Music)
- 2014: Mercury (Eigenverlag)
- 2016: Battles (Eigenverlag)